# Efrem Enăchescu
Efrem (nume de botez Ioan Enăchescu; n. 21 mai 1893 Zăvoieni, com. Măciuca, județul Vâlcea – d. 5 decembrie 1968, Cernica) a fost un Mitropolit al Basarabiei.
Frate în mănăstirea Frăsinei (1908), călugărit la Stănișoara, cu numele Efrem (1910), mai târziu trecut la Cozia, unde a fost hirotonit ierodiacon și ieromonah; a studiat la Seminarul “Central" din București (1912- 1920), spiritual la Seminarul “Sf.  Nicolae" din Râmnicu Vâlcea (oct. 1921 - mai 1923), stareț la mănăstirea Cozia (aug.1922 - ian. 1928), director al școlii de cântăreți de la Cozia (1925 - 1928), arhimandrit (1923). Își continuă studiile la Facultatea de Teologie din București (1923-1928), cu specializare la Montpellier (1928- 1930). Profesor - un timp director - la Seminarul “Sf. Nicolae" din Râmnicu Vâlcea (1930- 1933) și exarh al mănăstirilor din eparhia Râmnicului (1930- 1936), Slujitor la catedrala patriarhală și exarh al mănăstirilor din Arhiepiscopia Bucureștilor (1936-1938). În februarie 1938 a fost ales arhiereu vicar cu titlul “Tighineanul” și numit locțiitor de arhiepiscop al Chișinăului (1938-1943); la 12 ianuarie 1944 a fost ales arhiepiscop al Chișinăului și mitropolit al Basarabiei, dar în curând a fost nevoit să se refugieze, mai târziu, spiritual la Internatul teologic din București (1947 - 1948), și stareț la Cernica (până în 1952).

## Lucrări
- Privire generală asupra monahismului creștin, 2 vol., Râmnicu Vâlcea, 1933-1934, 223+236 p.;
- Pe urmele strămoșilor, București, 1938, 176 p.;
- Articole, pastorale și cuvântări în periodicele eparhiei pe care a condus-o.

## Distincții
- Ordinul Meritul Cultural, în gradul de Cavaler clasa I, pentru biserică (1 februarie 1943)[1]